# Брезовице (Ваљево)
Брезовице је насељено место града Ваљева у Колубарском округу. Према попису из 2022. било је 293 становника.
- Брезовице - панорама
- Брезовице - панорама
- Брезовице - панорама
- Брезовице - панорама
- Брезовице - панорама
- Брезовице - панорама
- Брезовице - панорама

## Демографија
У насељу Брезовице живи 436 пунолетних становника, а просечна старост становништва износи 47,4 година (45,4 код мушкараца и 49,6 код жена). У насељу има 169 домаћинстава, а просечан број чланова по домаћинству је 2,99.
Ово насеље је великим делом насељено Србима (према попису из 2002. године), а у последња три пописа, примећен је пад у броју становника.
|  |

| Демографија | Демографија | Демографија |
| Година      | Становника  | Становника  |
| ----------- | ----------- | ----------- |
| 1948.       | 1.082       |             |
| 1953.       | 1.124       |             |
| 1961.       | 1.064       |             |
| 1971.       | 967         |             |
| 1981.       | 785         |             |
| 1991.       | 642         | 630         |
| 2002.       | 506         | 520         |

| Етнички састав према попису из 2002.‍ | Етнички састав према попису из 2002.‍ | Етнички састав према попису из 2002.‍ | Етнички састав према попису из 2002.‍ | Етнички састав према попису из 2002.‍ |
| ------------------------------------ | ------------------------------------ | ------------------------------------ | ------------------------------------ | ------------------------------------ |
|                                      |                                      |                                      |                                      |                                      |
| Срби                                 | Срби                                 |                                      | 502                                  | 99,20%                               |
| непознато                            | непознато                            |                                      | 3                                    | 0,59%                                |

| Година пописа     | 1948. | 1953. | 1961. | 1971. | 1981. | 1991. | 2002. |
| ----------------- | ----- | ----- | ----- | ----- | ----- | ----- | ----- |
| Број домаћинстава | 182   | 186   | 201   | 196   | 198   | 194   | 169   |

| Број чланова      | 1  | 2  | 3  | 4  | 5  | 6  | 7 | 8 | 9 | 10 и више | Просек |
| ----------------- | -- | -- | -- | -- | -- | -- | - | - | - | --------- | ------ |
| Број домаћинстава | 41 | 51 | 22 | 14 | 19 | 14 | 6 | 0 | 0 | 2         | 2,99   |

| Пол    | Укупно | Неожењен/Неудата | Ожењен/Удата | Удовац/Удовица | Разведен/Разведена | Непознато |
| ------ | ------ | ---------------- | ------------ | -------------- | ------------------ | --------- |
| Мушки  | 233    | 74               | 136          | 17             | 3                  | 3         |
| Женски | 221    | 34               | 133          | 52             | 0                  | 2         |
| УКУПНО | 454    | 108              | 269          | 69             | 3                  | 5         |

| Пол    | Укупно                    | Пољопривреда, лов и шумарство | Рибарство                            | Вађење руде и камена | Прерађивачка индустрија       |
| ------ | ------------------------- | ----------------------------- | ------------------------------------ | -------------------- | ----------------------------- |
| Мушки  | 166                       | 147                           | 0                                    | 1                    | 3                             |
| Женски | 89                        | 81                            | 0                                    | 0                    | 3                             |
| УКУПНО | 255                       | 228                           | 0                                    | 1                    | 6                             |
| Пол    | Производња и снабдевање   | Грађевинарство                | Трговина                             | Хотели и ресторани   | Саобраћај, складиштење и везе |
| Мушки  | 0                         | 8                             | 1                                    | 1                    | 2                             |
| Женски | 0                         | 0                             | 2                                    | 1                    | 0                             |
| УКУПНО | 0                         | 8                             | 3                                    | 2                    | 2                             |
| Пол    | Финансијско посредовање   | Некретнине                    | Државна управа и одбрана             | Образовање           | Здравствени и социјални рад   |
| Мушки  | 0                         | 0                             | 1                                    | 1                    | 0                             |
| Женски | 0                         | 0                             | 0                                    | 1                    | 0                             |
| УКУПНО | 0                         | 0                             | 1                                    | 2                    | 0                             |
| Пол    | Остале услужне активности | Приватна домаћинства          | Екстериторијалне организације и тела | Непознато            | Непознато                     |
| Мушки  | 1                         | 0                             | 0                                    | 0                    | 0                             |
| Женски | 0                         | 0                             | 0                                    | 1                    | 1                             |
| УКУПНО | 1                         | 0                             | 0                                    | 1                    | 1                             |

## Галерија
- Село Брезовице, поглед према истоку
- Село Брезовице, детаљ